# The True Grasses
The True Grasses (abreviado True Grasses) es un libro con ilustraciones y descripciones botánicas que fue escrito por el botánico austríaco Eduard Hackel y publicado en el año 1890, con el nombre de The True Grasses ...; Translated from Die Naturlichen Pflanzenfamilien by F. Lamson-Scribner and Effie A. Southworth... New York.